# منتزه مار نيقولا
حديقة مار نيقولا أو حديقة القديس نيقولا، هي حديقة عمومية تقع في شارع «شارل مالك» في منطقة الأشرفية، وهي واحدة من أكبر حدائق بيروت. تم تصميم الحديقة التي افتتحت عام 1964 من قبل المهندس المعماري اللبناني فرديناند داغر.
مساحة الحديقة 22000 متر مربع (240،000 قدم مربع).

## التسمية
سميت الحديقة، التي تقابل وجه كاتدرائية سانت نيكولاس الأرثوذكسية اليونانية على اسم القديس نيقولا.

## الموقع
يقع منتزه مار نيقولا في جادة شارل مالك قبالة كنيسة سانت نيكولاس، وبالتحديد بين جسر فؤاد شهاب ومنطقة الأشرفية.

## الصيانة وإعادة التأهيل
تعتبر حدائق المساحات الخضراء والمشجرة جزءا أساسياً يتضمنه التخطيط العمراني المتطور والناجح في تصميمهم أحياء المدن، ذلك أن أكثر سكان المدينة يقطنون في شقق سكنية ويحتاجون للانطلاق في متنفسات خضراء مِصفاة المدينة أمام تصاعد خطورة التلوت في المدينة الحديثة، كل المجالات خضراء تضعها بلديات المدن في خدمة العموم لها دور حساس في التنفيس عن المدينة من ضغوط حركة النقل بالطاقة الأحفورية، حيث تنشر الأوكسجين وتحد من ثاني غاز الكربون، علاوة على دورها في تحسين الوجه الجمالي للمدينة. وفي هذا الإطار تحتاج بيروت بدرجة ماسة كمدينة مليونية وأكبر مدن لبنان للمساحات الخضراء، سواء لدورها من حيث الصحة وتنقية الهواء في إطار محاربة التلوث أو من حيث الاعتبار الجمالي المنظر العام لبيروت، كمدينة ووجه ثقافي وسياحي عريق في منطقة الشام.
وفي هذا الإطار تعتبر المساحة الخضراء المتوفرة في منتزه نيقولا متنفسا مهما في منطقة الأشرفية ومصنعا أوكسيجينيا في المنطقة والعاصمة التي تقع تحت ضغط تلوث حركة السيارات والمعامل.
وقد عملت الحكومة اللبنانية بتعاون بين القطاع الخاص على إطلاق ورشة إعادة تأهيل وتهيئة وتحسين حديقة مار نقولا.
وتم الانتهاء من الورشة نهائيا بوضع اللمسات الأخيرة سنة 2019.
مع تأكيد المسؤولين على انطلاق ورشات اصلاح وخلق وإيجاد مساحات خضراء في عموم المدينة. حيث أن المشروع شكل نموذجاً فعالاً للتعاون بين القطاعين العام والخاص الذي اثبت نجاحه في إنماء وتطور المدن وبمساهمة القوى الحية في عالم الثقافة والتعليم.